# 1551 год в науке
В 1551 году произошли различные научные и технологические события, некоторые из которых представлены ниже.

## События
- Первый завоз картофеля в Европу (в Испанию); вероятно, Сьесой де Леоном, при его возвращении из Перу.
- Улиссе Альдрованди с 1551 года организовал и возглавил несколько экспедиций в итальянские провинции для сбора гербариев и зарисовки растений; в 1568 году он добился открытия ботанического сада в Болонье.
- Герард Меркатор изготавливает «небесный глобус» (армиллярную сферу) по заказу императора Карла V[1].

## Публикации
- Мартин Кортес де Альбакар: «Breve compendio de la esfera y del arte de navegar». Авторитетная работа в космографии, со сферическими картами, обсуждающая магнитное склонение и магнитные полюса[2].
- Пьер Белон: «L’Histoire naturelle des estranges poissons marins avec la vraie peincture et description du Dauphin et de plusieurs autres de son espèce observée par Pierre Belon du Man».

- Конрад Геснер:

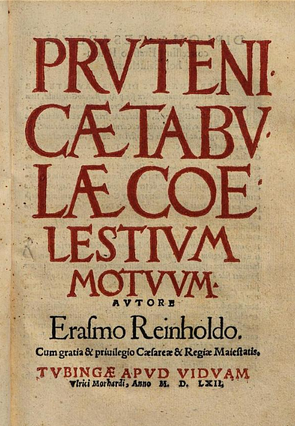
«Прусские таблицы» Эразма Рейнгольда

  - начал публикацию своей пятитомной энциклопедии животных: «Historiae animalium» (1551—1558), заложившей основы современной зоологии;
  - первым подробно описал жировую ткань[3].
- Эразм Рейнгольд опубликовал астрономические «Прусские таблицы», рассчитанные на основе системы Коперника. Переизданы а 1562, 1571 и 1585 годах.
- Георг Иоахим фон Ретик: «Canon doctrinae triangulorum» (тригонометрия).
- Такиюддин аш-Шами: «Kitâb al-Turuq al-saniyya fi al-alat al-ruhaniyya» («Книга совершенных методов создания хитроумных машин») .
- Никколо Тарталья: «La travagliata Inventione».
- Уильям Тёрнер: первая часть трактата «A New Herball, wherin are conteyned the names of herbes…».

## Родились
См. также: Категория:Родившиеся в 1551 году
- 1 января — Фауст Вранчич, хорватский филолог и инженер (умер в 1617 году).
- 2 февраля — Николас Реймерс (Урсус), австрийский математик и астроном (умер в 1600 году).

## Скончались
См. также: Категория:Умершие в 1551 году
- 6 апреля — Иоахим Вадиан, швейцарский гуманист, учёный и врач (род. в 1484 году).
- 8 августа — Томас де Берланга, испанский путешественник, открыл Галапагосские острова (род. в 1487 году).